# Axel Johansson (Eisschnellläufer)
Axel Allan Johansson (* 23. Mai 1910 in Karlstad; † 20. Mai 1983 ebenda) war ein schwedischer Eisschnellläufer.
Johansson, der für den IF Göta aus Karlstad startete, errang im Jahr 1934 den siebten Platz bei der schwedischen Meisterschaft. Im folgenden Jahr wurde er schwedischer Meister im Mehrkampf und kam bei der Mehrkampf-Weltmeisterschaft in Oslo auf den 13. Platz. In der Saison 1935/36 nahm er an der Mehrkampf-Weltmeisterschaft 1936 in Davos teil, die er vorzeitig beendete und lief bei den Olympischen Winterspielen 1936 in Garmisch-Partenkirchen auf den 29. Platz über 1500 m, auf den sechsten Rang über 5000 m, auf den 22. Platz über 10.000 m, sowie auf den 18. Platz über 500 m. Im Jahr 1938 wurde er erneut schwedischer Meister im Mehrkampf.

## Persönliche Bestleistungen
| Disziplin | Zeit        | Datum            | Ort                    |
| --------- | ----------- | ---------------- | ---------------------- |
| 500 m     | 46,1 s      | 6. Februar 1936  | Garmisch-Partenkirchen |
| 1000 m    | 1:35,3 min  | 26. Januar 1936  | Davos                  |
| 1500 m    | 2:28,4 min  | 13. Februar 1938 | Stockholm              |
| 5000 m    | 8:56,8 min  | 16. Februar 1935 | Oslo                   |
| 10.000 m  | 18:38,2 min | 6. Februar 1936  | Garmisch-Partenkirchen |